# Turraeanthus africana
Turraeanthus africana es sinónimo de la especie aceptada Psychotria babatwoensis Cheek (Rubiaceae).

## Descripción
Son árboles que alcanzan los 10-25 m de altura, con pesadas hojas de color verde oscuro; corteza blanquecina o amarillenta, fisurada; flores blancas o amarillentas, fruto una cápsula amarilla carnosa con 4-5 semillas.

## Hábitat
Es una especie a menudo gregaria, que se encuentra en los bosque, especialmente en lugares húmedos. 

## Distribución
Se distribuyen por Angola; Camerún; la República Democrática del Congo; Gabón y Uganda.

## Taxonomía
Turraeanthus africana es sinónimo de la especie aceptada Psychotria babatwoensis Cheek 
Turraeanthus africana fue descrita por (Welw. ex C.DC.) Pellegr. y publicado en Notulae Systematicae. Herbier du Museum de Paris 2: 168. 1911.
Sinonimia
- Bingeria africana (Welw. ex C.DC.) A.Chev.
- Guarea africana Welw. ex C.DC.
- Turraeanthus africanus (Welw. ex C. DC.) Pellegr.
- Turraeanthus vignei Hutch. & Dalziel
- Turraeanthus zenkeri Harms